# Pseudophiloscia angusta
Pseudophiloscia angusta är en kräftdjursart som först beskrevs av James Dwight Dana 1853.  Pseudophiloscia angusta ingår i släktet Pseudophiloscia och familjen Philosciidae. Inga underarter finns listade i Catalogue of Life.